# زمرة نقطية
الزمرة النقطية في الهندسة هي زمرة عمليات التناظر التي تترك نقطة واحدة على الأقل دون أن تحركها. رغم أنه يمكن لعنصر منفصل أن يحمل أي رمز شونفليز، فإن شرط وجود تناظر في شبكية يقتضي أن تكون محاور التناظر الأحادي والثنائي والثلاثي والرباعي والسداسي ممكنة (قصور بلوري)، مما يمنع العدد الممكن لما يسمى الزمر النقطية البلورية من الزيادة عن 32.